# Форт Томас (Аризона)
Форт Томас (енгл. Fort Thomas) насељено је место без административног статуса у америчкој савезној држави Аризона.

## Демографија
По попису из 2010. године број становника је 374.
| Група             | 2000.    | 2010.       |
| Белци             | 0 (0,0%) | 305 (81,6%) |
| Афроамериканци    | 0 (0,0%) | 0 (0,0%)    |
| Азијати           | 0 (0,0%) | 1 (0,3%)    |
| Хиспаноамериканци | 0 (0,0%) | 37 (9,9%)   |
| Укупно            | 0        | 374         |